# Liste der Nummer-eins-Hits in den USA (1992)
Dies ist eine Liste der Nummer-eins-Hits in den von Billboard ermittelten Charts in den USA (Hot 100) im Jahr 1992. In diesem Jahr gab es dreizehn Nummer-eins-Singles und zwölf Nummer-eins-Alben.

## Singles
| ← 1991 ← | Liste der Nummer-eins-Hits in den USA | Liste der Nummer-eins-Hits in den USA | Liste der Nummer-eins-Hits in den USA                                     | 1993 →                    |
| \| Zeitraum \| Wo. ges. \| Interpret \| Titel Autor(en) \| Zusätzliche Informationen \| \| (Zeitraum, Wochen auf Platz eins, Interpret, Titel, Autor[en], zusätzliche Informationen) \| \| \| \| \| \| ----------------------------------------------------------------------------------------- \| -------- \| ----------------------------- \| ----------------------------------------------------------------------------- \| ------------------------- \| \| 7. Dezember 1991 – 24. Januar 1992 7 Wochen (insgesamt 7) \| 7 \| Michael Jackson \| Black or White[1] Michael Jackson, Bill Bottrell \| - \| \| 25. Januar 1992 – 31. Januar 1992 1 Woche (insgesamt 1) \| 1 \| Color Me Badd \| All 4 Love[2] Color Me Badd, Howard Thompson \| - \| \| 1. Februar 1992 – 7. Februar 1992 1 Woche (insgesamt 1) \| 1 \| George Michael & Elton John \| Don't Let the Sun Go Down on Me[3] Elton John, Bernie Taupin \| - \| \| 8. Februar 1992 – 28. Februar 1992 3 Wochen (insgesamt 3) \| 3 \| Right Said Fred \| I’m Too Sexy[4] Fred Fairbrass, Richard Fairbrass, Rob Manzoli \| - \| \| 29. Februar 1992 – 20. März 1992 3 Wochen (insgesamt 3) \| 3 \| Mr. Big \| To Be with You[5] Eric Martin, David Grahame \| - \| \| 21. März 1992 – 24. April 1992 5 Wochen (insgesamt 5) \| 5 \| Vanessa Williams \| Save the Best for Last[6] Wendy Waldman, Jon Lind, Phil Galdston \| - \| \| 25. April 1992 – 19. Juni 1992 8 Wochen (insgesamt 8) \| 8 \| Kris Kross \| Jump[7] Jermaine Dupri \| - \| \| 20. Juni 1992 – 3. Juli 1992 2 Wochen (insgesamt 2) \| 2 \| Mariah Carey \| I’ll Be There[8] Berry Gordy, Bob West, Willie Hutch, Hal Davis \| - \| \| 4. Juli 1992 – 7. August 1992 5 Wochen (insgesamt 5) \| 5 \| Sir Mix-a-Lot \| Baby Got Back[9] Sir Mix-a-Lot \| - \| \| 8. August 1992 – 14. August 1992 1 Woche (insgesamt 1) \| 1 \| Madonna \| This Used to Be My Playground[10] Madonna, Shep Pettibone \| - \| \| 15. August 1992 – 13. November 1992 13 Wochen (insgesamt 13) \| 13 \| Boyz II Men \| End of the Road[11] Kenneth Edmonds, L.A. Reid, Daryl Simmons \| - \| \| 14. November 1992 – 27. November 1992 2 Wochen (insgesamt 2) \| 2 \| The Heights – Rockin’ Friends \| How Do You Talk to an Angel[12] Barry Coffing, Steve Tyrell, Stephanie Tyrell \| - \| \| 28. November 1992 – 5. März 1993 14 Wochen (insgesamt 14) \| 14 \| Whitney Houston \| I Will Always Love You[13] Dolly Parton \| - \| |                                       |                                       |                                                                           |                           |
| ← 1991 |                                       |                                       |                                                                           | → 1993 →                  |
| Zeitraum | Wo. ges.                              | Interpret                             | Titel Autor(en)                                                           | Zusätzliche Informationen |
| (Zeitraum, Wochen auf Platz eins, Interpret, Titel, Autor[en], zusätzliche Informationen) |                                       |                                       |                                                                           |                           |
| 7. Dezember 1991 – 24. Januar 1992 7 Wochen (insgesamt 7) | 7                                     | Michael Jackson                       | Black or White Michael Jackson, Bill Bottrell                             | -                         |
| 25. Januar 1992 – 31. Januar 1992 1 Woche (insgesamt 1) | 1                                     | Color Me Badd                         | All 4 Love Color Me Badd, Howard Thompson                                 | -                         |
| 1. Februar 1992 – 7. Februar 1992 1 Woche (insgesamt 1) | 1                                     | George Michael & Elton John           | Don't Let the Sun Go Down on Me Elton John, Bernie Taupin                 | -                         |
| 8. Februar 1992 – 28. Februar 1992 3 Wochen (insgesamt 3) | 3                                     | Right Said Fred                       | I’m Too Sexy Fred Fairbrass, Richard Fairbrass, Rob Manzoli               | -                         |
| 29. Februar 1992 – 20. März 1992 3 Wochen (insgesamt 3) | 3                                     | Mr. Big                               | To Be with You Eric Martin, David Grahame                                 | -                         |
| 21. März 1992 – 24. April 1992 5 Wochen (insgesamt 5) | 5                                     | Vanessa Williams                      | Save the Best for Last Wendy Waldman, Jon Lind, Phil Galdston             | -                         |
| 25. April 1992 – 19. Juni 1992 8 Wochen (insgesamt 8) | 8                                     | Kris Kross                            | Jump Jermaine Dupri                                                       | -                         |
| 20. Juni 1992 – 3. Juli 1992 2 Wochen (insgesamt 2) | 2                                     | Mariah Carey                          | I’ll Be There Berry Gordy, Bob West, Willie Hutch, Hal Davis              | -                         |
| 4. Juli 1992 – 7. August 1992 5 Wochen (insgesamt 5) | 5                                     | Sir Mix-a-Lot                         | Baby Got Back Sir Mix-a-Lot                                               | -                         |
| 8. August 1992 – 14. August 1992 1 Woche (insgesamt 1) | 1                                     | Madonna                               | This Used to Be My Playground Madonna, Shep Pettibone                     | -                         |
| 15. August 1992 – 13. November 1992 13 Wochen (insgesamt 13) | 13                                    | Boyz II Men                           | End of the Road Kenneth Edmonds, L.A. Reid, Daryl Simmons                 | -                         |
| 14. November 1992 – 27. November 1992 2 Wochen (insgesamt 2) | 2                                     | The Heights – Rockin’ Friends         | How Do You Talk to an Angel Barry Coffing, Steve Tyrell, Stephanie Tyrell | -                         |
| 28. November 1992 – 5. März 1993 14 Wochen (insgesamt 14) | 14                                    | Whitney Houston                       | I Will Always Love You Dolly Parton                                       | -                         |

## Alben
| ← 1991 ← | Liste der Nummer-eins-Alben in den USA | Liste der Nummer-eins-Alben in den USA | Liste der Nummer-eins-Alben in den USA     | 1993 →                    |
| \| Zeitraum \| Wo. ges. \| Interpret \| Titel \| Zusätzliche Informationen \| \| (Zeitraum, Wochen auf Platz eins, Interpret, Titel, zusätzliche Informationen) \| \| \| \| \| \| ------------------------------------------------------------------------------ \| -------- \| ---------------------------------- \| ---------------------------------------------- \| ------------------------- \| \| 28. Dezember 1991 – 10. Januar 1992 2 Wochen (insgesamt 4) \| 4 \| Michael Jackson \| Dangerous[14] \| - \| \| 11. Januar 1992 – 17. Januar 1992 1 Woche (insgesamt 1) \| 1 \| Nirvana \| Nevermind[15] \| - \| \| 18. Januar 1992 – 31. Januar 1992 2 Wochen (insgesamt 18) \| 18 \| Garth Brooks \| Ropin’ the Wind[16] \| - \| \| 1. Februar 1992 – 7. Februar 1992 1 Woche (insgesamt 2) \| 2 \| Nirvana \| Nevermind \| - \| \| 8. Februar 1992 – 3. April 1992 8 Wochen (insgesamt 18) \| 18 \| Garth Brooks \| Ropin’ the Wind \| - \| \| 4. April 1992 – 17. April 1992 2 Wochen (insgesamt 2) \| 2 \| Original Motion Picture Soundtrack \| Wayne’s World[17] \| - \| \| 18. April 1992 – 22. Mai 1992 5 Wochen (insgesamt 5) \| 5 \| Def Leppard \| Adrenalize[18] \| - \| \| 23. Mai 1992 – 29. Mai 1992 1 Woche (insgesamt 1) \| 1 \| Kris Kross \| Totally Krossed Out[19] \| - \| \| 30. Mai 1992 – 5. Juni 1992 1 Woche (insgesamt 1) \| 1 \| The Black Crowes \| The Southern Harmony and Musical Companion[20] \| - \| \| 6. Juni 1992 – 12. Juni 1992 1 Woche (insgesamt 1) \| 1 \| Kris Kross \| Totally Krossed Out \| - \| \| 13. Juni 1992 – 9. Oktober 1992 17 Wochen (insgesamt 17) \| 17 \| Billy Ray Cyrus \| Some Gave All[21] \| - \| \| 10. Oktober 1992 – 20. November 1992 6 Wochen (insgesamt 7) \| 7 \| Garth Brooks \| The Chase[22] \| - \| \| 21. November 1992 – 27. November 1992 1 Woche (insgesamt 1) \| 1 \| Michael Bolton \| Timeless: The Classics[23] \| - \| \| 28. November 1992 – 4. Dezember 1992 1 Woche (insgesamt 7) \| 7 \| Garth Brooks \| The Chase \| - \| \| 5. Dezember 1992 – 11. Dezember 1992 1 Woche (insgesamt 1) \| 1 \| Ice Cube \| The Predator[24] \| - \| \| 12. Dezember 1992 – 25. Dezember 1992 2 Wochen (insgesamt 2) \| 2 \| Original Motion Picture Soundtrack \| The Bodyguard: Original Soundtrack Album[25] \| - \| |                                        |                                        |                                            |                           |
| ← 1991 |                                        |                                        |                                            | → 1993 →                  |
| Zeitraum | Wo. ges.                               | Interpret                              | Titel                                      | Zusätzliche Informationen |
| (Zeitraum, Wochen auf Platz eins, Interpret, Titel, zusätzliche Informationen) |                                        |                                        |                                            |                           |
| 28. Dezember 1991 – 10. Januar 1992 2 Wochen (insgesamt 4) | 4                                      | Michael Jackson                        | Dangerous                                  | -                         |
| 11. Januar 1992 – 17. Januar 1992 1 Woche (insgesamt 1) | 1                                      | Nirvana                                | Nevermind                                  | -                         |
| 18. Januar 1992 – 31. Januar 1992 2 Wochen (insgesamt 18) | 18                                     | Garth Brooks                           | Ropin’ the Wind                            | -                         |
| 1. Februar 1992 – 7. Februar 1992 1 Woche (insgesamt 2) | 2                                      | Nirvana                                | Nevermind                                  | -                         |
| 8. Februar 1992 – 3. April 1992 8 Wochen (insgesamt 18) | 18                                     | Garth Brooks                           | Ropin’ the Wind                            | -                         |
| 4. April 1992 – 17. April 1992 2 Wochen (insgesamt 2) | 2                                      | Original Motion Picture Soundtrack     | Wayne’s World                              | -                         |
| 18. April 1992 – 22. Mai 1992 5 Wochen (insgesamt 5) | 5                                      | Def Leppard                            | Adrenalize                                 | -                         |
| 23. Mai 1992 – 29. Mai 1992 1 Woche (insgesamt 1) | 1                                      | Kris Kross                             | Totally Krossed Out                        | -                         |
| 30. Mai 1992 – 5. Juni 1992 1 Woche (insgesamt 1) | 1                                      | The Black Crowes                       | The Southern Harmony and Musical Companion | -                         |
| 6. Juni 1992 – 12. Juni 1992 1 Woche (insgesamt 1) | 1                                      | Kris Kross                             | Totally Krossed Out                        | -                         |
| 13. Juni 1992 – 9. Oktober 1992 17 Wochen (insgesamt 17) | 17                                     | Billy Ray Cyrus                        | Some Gave All                              | -                         |
| 10. Oktober 1992 – 20. November 1992 6 Wochen (insgesamt 7) | 7                                      | Garth Brooks                           | The Chase                                  | -                         |
| 21. November 1992 – 27. November 1992 1 Woche (insgesamt 1) | 1                                      | Michael Bolton                         | Timeless: The Classics                     | -                         |
| 28. November 1992 – 4. Dezember 1992 1 Woche (insgesamt 7) | 7                                      | Garth Brooks                           | The Chase                                  | -                         |
| 5. Dezember 1992 – 11. Dezember 1992 1 Woche (insgesamt 1) | 1                                      | Ice Cube                               | The Predator                               | -                         |
| 12. Dezember 1992 – 25. Dezember 1992 2 Wochen (insgesamt 2) | 2                                      | Original Motion Picture Soundtrack     | The Bodyguard: Original Soundtrack Album   | -                         |